# Saguinus ursula
El tamarino (Saguinus ursula) es un especie de primate platirrino del género Saguinus, la cual habita al oeste de la región Nordeste de Brasil.

## Distribución y hábitat
Este tamarino es endémico de un área situada al este del río Tocantins en el estado de Maranhão, en la región donde contactan transicionalmente la selva amazónica, la Caatinga y el Cerrado.

## Descripción
Saguinus ursula tiene el rostro de color negro, el que es más brillante hacia los lados. Las orejas también son negras, siendo tan largas como anchas —cerca de 28 x 30 mm—, y no poseen pilosidad, al igual que las manos y dedos. El pelaje del cuerpo se ve desaliñado y denso; es negro monocromático; sólo desde el centro del dorso hasta la base de la cola y en los omóplatos los pelos son de "color agutí", es decir, cada pelo —con una longitud de entre 26 y 28 mmson— es de color negro en la base y en el ápice, pero presenta en el sector medio una franja de 5 a 5,5 mm de ancho de color dorado anteado brillante. En la región inter-escapular posee largos pelos, con longitudes de entre 23 y 26 mm.
El cuello, la garganta, el pecho y las patas delanteras están cubiertos con una densa capa de pelo negruzco. El pelo abdominal y el del interior de las patas es negruzco o marrón-negruzco. La cola es negra y densamente peluda.

## Taxonomía
Saguinus ursula fue descrita originalmente en el año 1807 por el zoólogo alemán Johann Centurius Hoffmannsegg. Posteriormente fue sinonimizada primero con la especie Saguinus midas y ya en el siglo XXI con Saguinus niger. En el año 2013, S. ursula fue finalmente revalidada sobre la base de diferencias en la coloración del pelaje y divergencias morfológicas, los que fueron corroborados por datos moleculares.
Esta especie está estrechamente relacionada con Saguinus midas, que habita en las Guayanas y en la región que media entre estas y el bajo Amazonas, y con Saguinus niger cuya área de distribución se encuentra entre el río Xingú y el río Tocantins (hasta la orilla occidental). Las tres integran el grupo de especies Grupo midas, dentro del género Saguinus.
Saguinus ursula y S. niger evolucionaron en especiación alopátrica, ya que el curso del río Tocantins provocó un aislamiento geográfico de las poblaciones de ambas especies entre sí, constituyéndose de este modo en una efectiva barrera para el flujo de genes.